# Вампирите
 Тази статия е за филмовата поредица от 1915-1916 година.  За филма от 1998 година вижте Вампирите (филм).  
„Вампирите“ (на френски: Les Vampires) е френска филмова поредица от 1915 – 1916 година на режисьора Луи Фьояд по негов собствен сценарий.
Тя включва десет филма с продължителност между 15 и 60 минути, представяне пред публика през няколко седмици в началото на Първата световна война. В центъра на накъсания и включващ множество обрати сюжет е репортер в парижки вестник, който разследва тайна престъпна организация. Главните роли се изпълняват от Едуар Мате, Мюзидора, Марсел Левек.